# اوتلده
اوتلده (به آلمانی: Uthlede) یک منطقهٔ مسکونی در آلمان است که در هاگن یم برمیشن واقع شده‌است.
 اوتلده  ۱٬۰۱۴ نفر جمعیت دارد.